# Kenneth O’Donnell

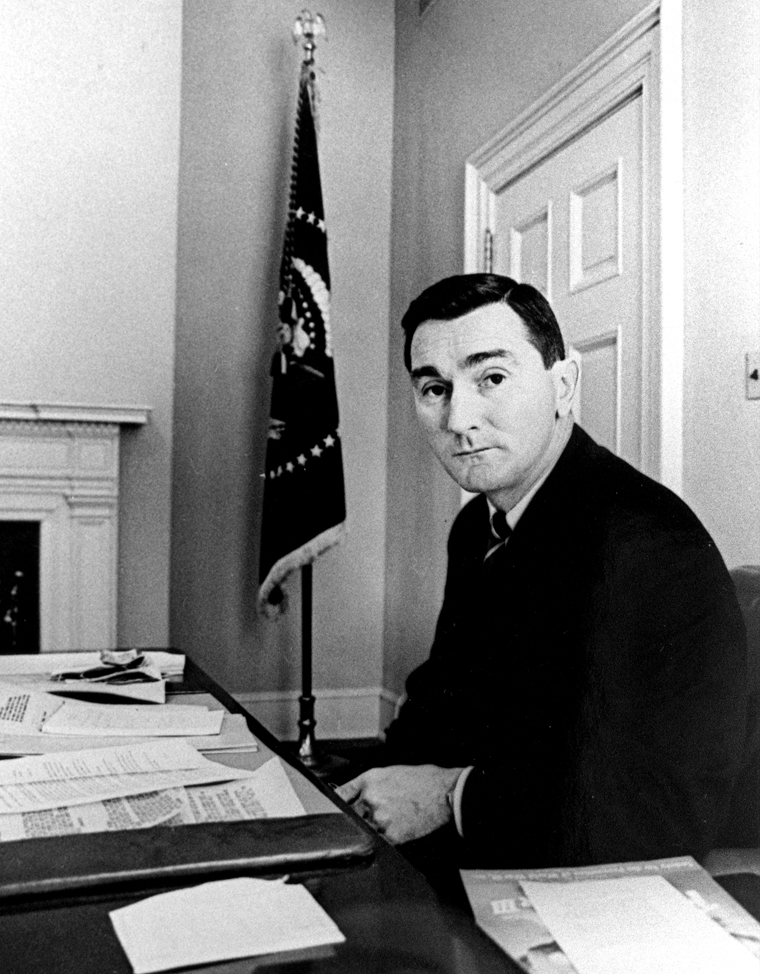
Kenneth O’Donnell

Kenneth P. O’Donnell (* 4. März 1924 in Worcester, Massachusetts; † 9. September 1977 in Boston, Massachusetts) war ein einflussreicher politischer Berater des US-Präsidenten John F. Kennedy.

## Leben
Im Zweiten Weltkrieg diente O’Donnell von 1942 bis 1945 bei den United States Army Air Forces. Nach dem Krieg studierte er in Harvard. Sein Stubengenosse war Robert F. Kennedy, der ihn 1946 seinem Bruder John als Wahlkampf-Mitarbeiter zur Kongresswahl weiterempfahl. O’Donnell beendete 1951 sein Jura-Studium an der Law School des Boston College. Nach einer kaufmännischen Tätigkeit für die Firma Hollingsworth & Whitney in Boston unterstützte O’Donnell John F. Kennedy bei den Senatswahlen 1952 und 1958 und wurde schließlich Wahlkampfleiter für Kennedys Präsidentschaftskandidatur 1960.
1961 machte Kennedy O’Donnell zum Persönlichen Assistenten (special assistant). In dieser Funktion bereitete er 1963 auch Kennedys Besuch in Dallas vor und traf dort einige Tage vor dem Präsidenten ein. Als es dort am 22. November 1963 zum Attentat auf John F. Kennedy kam, fuhr O’Donnell in der Limousine, die dem Präsidenten unmittelbar folgte. Er war es auch, der die gesetzlichen Regelungen umging und durchsetzte, dass Kennedys Leiche nicht in Dallas, sondern in einem Militärkrankenhaus obduziert wurde – im National Naval Medical Center in Bethesda in Maryland.
Von 1964 bis 1965 war Kenneth O’Donnell Assistent des Präsidenten Lyndon B. Johnson. 1965 und 1970 kandidierte O’Donnell für die Nominierung als Gouverneurskandidat der Demokratischen Partei in Massachusetts, verlor jedoch knapp gegen Edward McCormack. Beim Präsidentschaftswahlkampf 1968 arbeitete O’Donnell zunächst für Bobby Kennedy, dann – nach dessen Ermordung – für Hubert H. Humphrey. O’Donnell und die engen Mitarbeiter rund um Präsident Kennedy wurden mitunter Irish Mafia genannt. Er gilt als früher Kritiker der US-amerikanischen Vietnam-Politik.
In Folge seiner Enttäuschungen durch die Ermordung seiner beiden engen politischen Wegbereiter John F. und Robert F. Kennedy sprach O’Donnell zunehmend dem Alkohol zu. Am 11. August 1977 wurde er in ein Krankenhaus eingeliefert und verstarb am 9. September 1977, nur wenige Monate nach seiner Frau Helen.

## O’Donnell in der Populärkultur
- In der Miniserie Kennedy von 1983 wird O’Donnell von Trey Wilson dargestellt.
- Im Spielfilm Thirteen Days aus dem Jahr 2000 ist O’Donnell die Hauptfigur, gespielt von Kevin Costner. Der Film thematisiert die Kubakrise.
- In Oliver Stones Film JFK – Tatort Dallas (1991) wird er von David Benn dargestellt.
- 2013 übernahm Mark Duplass seine Rolle im Filmdrama Parkland, das die Ereignisse nach der Ermordung Kennedys zeigt.

## Werke
- zus. mit David F. Powers und Joe McCarthy: Johnny, we hardly knew ye. Memories of John Fitzgerald Kennedy. Little/Brown, Boston 1972, ISBN 0-316-71625-1